# Deny Barbosa
Deniele Barbosa, mais conhecida por Deny Barbosa (Rio de Janeiro, 1986) é uma jogadora de futebol americano brasileira, que joga na posição de quarterback.
Atualmente, ela joga no Miami Fury, dos Estados Unidos, depois de se destacar no Vasco da Gama.
Além de jogadora, ela é diretora de esporte feminino da Associação de Futebol Americano do Brasil (AFAB) e principal organizadora dos encontros da Seleção Brasileira Feminina de Futebol Americano.

## Conquistas
- Tri-campeã carioca com o Coyotes (2007, 2008, 2009).[5]
- Campeã do Carioca Bowl com o Vasco F.A. (2010)
- Melhor quarterback do Carioca Bowl (2010)[6]